# Fekete-fej
A Fekete-fej Budapest II. kerületében, az Hárshegy városrészben található 386 méter magas hegy. A Pesthidegkúti-medence délkeleti szöglete, Adyliget és a Kis-Ördög-árok völgye között elhelyezkedő, északnyugat felé kétoldalasan kiemelt mészkőrög, aminek meredek lejtői vannak. A Nagy-Hárs-hegytől a Kis-Ördög-árok választja el. Délkeleti oldali lépcsős gerincét hárshegyi homokkő, a lejtők alját törmelékes, löszszerű üledék borítja.

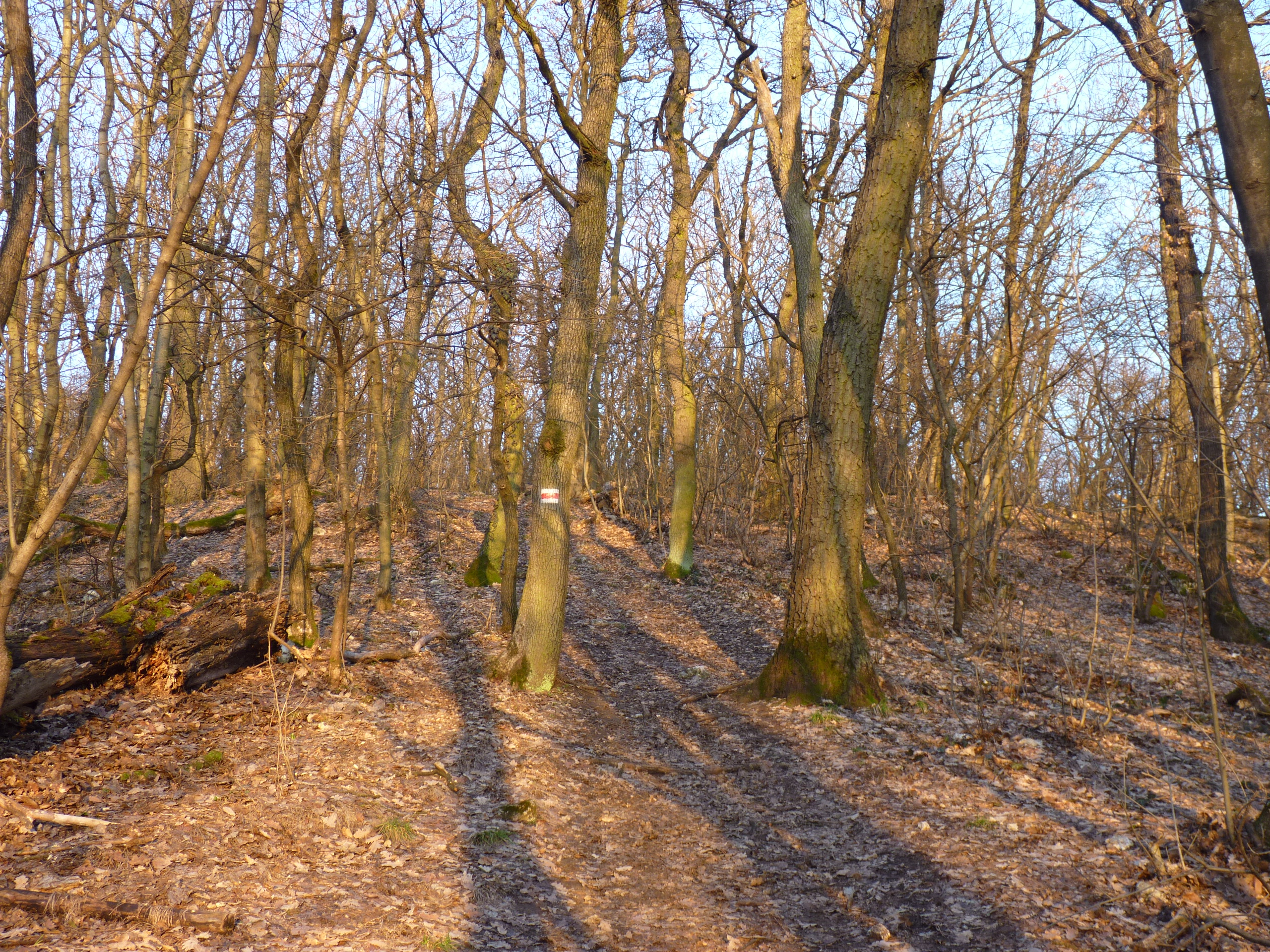
A hegyre vezető, piros jelzésű turistaút

A hegy tetejét alacsony erdő borítja sok cserjével, ami sekély, száraz talajra utal, ahol a fák növekedése lassú. A talaj védelme érdekében folyamatos erdőborításra van szükség, ezért erdőgazdálkodás a hegy tetején régóta nem folyik. A sziklás erdőkben számos értékes növényfaj él, például a nyár elején virágzó nagyezerjófű vagy a turbánliliom.
A hegy csúcsán, amin piros jelzésű turistaút vezet át, valaha fából készült kilátótorony állt, de jelenleg csak zászlórúd található. A tetőn egy földmérési mérőpontként szolgáló vasoszlop is áll. A hegyen a WWF és a Pilisi Parkerdő Zrt. tanösvényt hozott létre, melynek alsó szakasza a szálaló erdőgazdálkodást, felső része pedig a gazdálkodásból kivont erdőket mutatja be. A hegy lábán található a Petneházy Lovas Country Club.